# کالیستنس
کالیستنس یا کالیستن (به یونانی: Καλλισθένης) دوران زندگی بین سال‌های ۳۶۰ تا ۳۲۸ پیش از میلاد خواهر زادهٔ ارسطو فیلسوف نامی یونان بود. در سفر جنگی اسکندر مقدونی به ایران عده‌ای از دانشمندان مختلف و وقایع‌نگاران همواره با او بودند. یکی از آنان فیلسوفی دانشمند به نام کالیستنس بود. کالیستنس از ابتدای سفر اسکندر به ایران همراه او نبود. اسکندر قاصدی نزد ارسطو فرستاد که او یا یکی از شاگردانش برای حل مشکلاتی که دارد نزد وی بیاید. ارسطو نیامد و خواهرزاده‌اش کالیستنس را فرستاد.
کالیستنس تاریخی باب فتوحات اسکندر نگاشته بود اما چون پادشاه متکبر مقدونی داعیهٔ الوهیت داشت و می‌خواست مقدونی‌ها وی را بپرستند و کالیستنس با این داعیه جداً مخالفت کرد، در نتیجه به امر اسکندر کشته شد یا به قولی در زندان درگذشت. پس از مرگ این فیلسوف نامی تاریخ وی نیز از میان رفت. توقیف و قتل کالیستنس بعدها ارسطو را نیز از اسکندر مأیوس و ناراضی کرد. این ماجرا در اوقات اقامت سپاه اسکندر در سغد اسکندر را در نزد سربازان یونانی تا حد زیادی منفور ساخت.